# Christian Callejas
Christian Callejas (Montevideo, 17 de maio de 1978) é um ex-futebolista uruguaio que atuava como meia.

## Carreira
Christian Callejas integrou a Seleção Uruguaia de Futebol na Copa América de 1999.[carece de fontes?]

## Títulos
Uruguai
- Copa América de 1999: 2º Lugar